# Víctor Campuzano
Víctor Campuzano Bonilla (31 de mayo de 1997) es un futbolista español que juega de delantero en el Real Sporting de Gijón de la Segunda División de España. Es hijo del exfutbolista Felipe Campuzano Muñoz.

## Trayectoria
Su trayectoria en el fútbol base se desarrolló en los equipos del Cubelles (2005-2008), Gavá (2008-2011) y R. C. D. Espanyol (2011-2016). En esta última cantera destacó en su equipo Juvenil A y en 2016 llegó libre al Real Madrid Castilla C. F., donde firmó por tres temporadas. Tras finalizar su contrato, en 2018, se incorporó al filial del R. C. D. Espanyol. El 15 de agosto de 2019 debutó con el R. C. D. Espanyol en un partido de clasificación para la Liga Europa de la UEFA en el que marcó dos goles.
El 1 de febrero de 2021 rescindió su contrato con el conjunto periquito y firmó por el Real Sporting de Gijón hasta 2025.

## Clubes
| Club                       | País   | Año       |
| -------------------------- | ------ | --------- |
| Real Madrid Castilla C. F. | España | 2016-2018 |
| R. C. D. Espanyol "B"      | España | 2018-2020 |
| R. C. D. Espanyol          | España | 2020-2021 |
| Real Sporting de Gijón     | España | 2021-     |